# Collegio Medico Fiorentino
Il Collegio Medico Fiorentino è un’antichissima istituzione civica che dalla metà del Duecento fino all'Unità d’Italia ha regolamentato e controllato l’attività sanitaria toscana.

## Storia

### La Fondazione
Non essendoci traccia precisa della costituzione del Collegio nelle carte d’archivio, si suppone sia nato a Firenze nella seconda metà del Duecento all’interno della corporazione dell’Arte dei Medici e Speziali, ma è anche probabile che l'organismo collegiale fosse istituito alla riapertura dello Studio fiorentino nel 1348, come era avvenuto in altre università. Nel 1387 dagli Statuta Universitatis et Studii Florentini, accanto ai Collegi di teologi, canonisti, giuristi e artisti, risulta attivo un Collegio di medici operante a Firenze.
Nella seconda metà del Trecento il Collegio Medico acquisì una delle sue più importanti funzioni, cioè la facoltà di concedere la cosiddetta “Matricola”, ovvero il diritto di verificare l’idoneità di medici, chirurghi e speziali a esercitare la professione in tutta la Toscana. Si era ammessi alle prove per ottenere l’idoneità solo dopo aver superato le verifiche richieste. Nel 1415 era stato redatto il primo regolamento per l’ammissione e lo svolgimento degli esami. Fino alla costituzione del Regno d’Italia università e scuole del Granducato potevano conferire titoli accademici, ma solo il Collegio Medico Fiorentino aveva facoltà di assegnare la “Matricola” su tutto il territorio regionale.
Nei primi anni della sua istituzione, il Collegio Medico esercitava importanti funzioni consultive, legislative ed esecutive in materia sanitaria. Dai primi decenni del Quattrocento, tuttavia, la mansione esecutiva venne affidata all’Uffizio di Sanità, organo attivo a Firenze fino al 1770. Comunque, sino all’entrata in vigore della legge sanitaria del 20 marzo 1865 il Collegio Medico mantenne il proprio ruolo consultivo in merito alla sanità pubblica, con facoltà di offrire pareri in materia di medicina forense relativamente ai casi criminali e anche su opere scientifiche di igiene pubblica. Era di competenza del Collegio Medico la sorveglianza sull’attività dei medici, cerusici e speziali che potevano essere sottoposti a richiami, giudizi, punizioni e nell’Ottocento dava pareri al governo per la nomina dei medici condotti. In quest’ambito si inseriscono le visite di controllo alle spezierie per visionare che i locali, il personale e le preparazioni farmaceutiche rispettassero le norme stabilite.  Per regolamentare la produzione dei farmaci già i consoli dell’arte alla fine del XV secolo avevano affidato al Collegio Medico l’incarico di soprintendere alla stesura di quella che può essere considerata la prima farmacopea italiana e cioè il Ricettario fiorentino edito per la prima volta nel 1499 e successivamente ripubblicato numeroso volte.

### Struttura e mansioni
La composizione del Collegio cambiò molte volte durante i secoli. Inizialmente era composto da dodici membri fra medici, ecclesiastici e consoli, ma già nel 1349 furono esclusi gli ecclesiastici e si passò a sei medici e due consoli. Nel 1353 furono creati quattro “esaminatori” con facoltà di valutare sia i nuovi medici sia i titoli di quelli che erano già “immatricolati”. In un primo tempo gli “esaminatori” rimanevano in carica solo sei mesi ma già a metà del Cinquecento ottennero l’incarico a vita previa approvazione granducale. Con quest’importante riforma voluta da Cosimo I de’ Medici, che escludeva dal Collegio anche i due consoli, la famiglia medicea acquisiva un importante controllo sull’attività medica. Nel 1372 era stata aggiunta all’interno del Collegio la figura del proposto col compito principale di regolare e soprintendere le controversie collegiali e verificare soprattutto che i medici svolgessero correttamente il proprio lavoro. A metà Ottocento il Collegio Medico cambiò nuovamente composizione ed era costituito da un proposto, nominato dal governo a vita, dodici medici, dodici chirurghi, dodici speziali e un cancelliere.

### Età leopoldina
La struttura e le mansioni del Collegio Medico rimasero pressoché invariati fino alla seconda metà del Settecento. Nel 1770 Pietro Leopoldo di Lorena, subentrato alla guida del Granducato toscano dopo l’estinzione della famiglia medicea, soppresse tutte le corporazioni (a eccezione dell'Arte dei Giudici e Notai e quella del Disegno) le cui funzioni furono riunite in un nuovo organismo: la Camera di commercio arti e manifatture. Mantenne però il Collegio Medico e dispose nuove procedure d’esame per il conseguimento della “matricola”. Sempre Pietro Leopoldo con Motu proprio nel 1781 legittimò la sede del Collegio in alcuni locali dell’Ospedale di Santa Maria Nuova dove già da tempo aveva residenza. Quando nel 1865 questa concessione venne revocata dal Commissario dell’Ospedale, il Collegio non ebbe più una sede propria e fu ospitato in alcuni locali del Regio Istituto di Studi Superiori pratici e perfezionamento.

### Governo napoleonico
Fra il 1801 e il 1807, durante il periodo del governo napoleonico in Toscana, che disgregò numerose istituzioni cittadine, anche il Collegio Medico venne soppresso e sostituito dai Gran Jury di Medicina in ogni capoluogo di provincia. Questa normativa rimase in vigore fino al 26 novembre 1814 quando Ferdinando III d’Asburgo, tornato sul trono del Granducato di Toscana, ripristinò il “Collegio Medico-Chirurgico-Farmaceutico” con le stesse funzioni che aveva prima dell'arrivo dei francesi. Inoltre, Ferdinando III con la legge del 3 ottobre 1819 abolì il Collegio Medico di Siena per cui il Collegio Fiorentino rimase l’unico in di tutto il Granducato.

### Risorgimento e periodo post Unità d’Italia
I fermenti risorgimentali di metà Ottocento influirono anche sulla gestione del Collegio: si voleva renderlo indipendente dal governo Granducale e riassegnargli alcune delle antiche funzioni in materia di sanità pubblica; per questo motivo tra il 1848 e il 1851 sulla “Gazzetta Toscana delle Scienze mediche e fisiche” si svolse un’accesa campagna giornalistica per modificarne lo Statuto. Ma i tempi erano ormai cambiati. Con la costituzione del Regno d’Italia e l’entrata in vigore delle leggi nazionali negli anni Sessanta dell’Ottocento, anche se non venne ufficialmente soppresso, al Collegio Medico fu definitivamente revocato il diritto di esercitare le proprie funzioni: l’attività consultiva in materia sanitaria su affidata agli uffici statali di nuova istituzione come il Consiglio Provinciale Sanitario e soprattutto il Consiglio Superiore di Sanità. Ma fu il decreto del 22 agosto 1868 a togliere al Collegio il ruolo principale cioè quella del conferimento del diploma di matricola per il libero esercizio della medicina e chirurgia che venne affidata alla Sezione di Medicina e Chirurgia del Regio Istituto di Studi Superiori pratici e perfezionamento antesignano dell’ateneo fiorentino.
Sul finire dell’Ottocento, dopo sei secoli di importante attività, al Collegio, pur continuando ad esistere come ente giuridicamente costituito, rimaneva un solo modesto incarico: l’amministrazione del lascito testamentario della fondazione del dottor Luigi Tacchini che aveva disposto una donazione per finanziare, due volte l’anno, posti di perfezionamento all’estero e per assegnare la dote a ragazze povere. Successivamente anche il dottor Pietro Cipriani affidò al Collegio Medico una donazione per finanziare un posto di perfezionamento in Dermosifilopatia. In questa fase i componenti del Collegio vennero limitati ai soli Professori di Medicina e Farmacia e successivamente ne venne ridotto anche il numero. Nei primi decenni del Novecento la Facoltà di Medicina di Firenze incaricò il professor Lorenzo Borri di stendere una relazione da inviare al Ministero della Pubblica Istruzione nella quale si chiedeva o di abolire ufficialmente l’istituzione o di ripristinarne alcune antiche mansioni affidandole ad esempio la gestione dell’Esame di Stato che in quegli anni stava per essere istituito. Con lo scoppio della prima guerra mondiale la questione non venne definita, ma ormai tutto l’ordinamento pubblico amministrativo era regolamentato da leggi nazionali e il Collegio in quanto istituzione locale non aveva più ragion d’essere.

## Fondo archivistico
A oggi non sono stati rinvenuti documenti anteriori al Cinquecento riconducibili al Collegio Medico. L’unica documentazione relativa al Collegio Medico sopravvissuta interamente si conserva presso la Biblioteca Biomedica dell'Università degli Studi di Firenze; tuttavia, molte altre carte, collegate in maniera diretta all'Arte dei Medici e Speziali, sono custodite all'Archivio di Stato di Firenze. Nell'archivio della Biblioteca Biomedica si trovano i verbali redatti tra il 1560 e il 1867 per l’assegnazione delle “matricole” necessarie all’esercizio della medicina raccolti in tredici filze del "Registro”, tredici faldoni del "Giornaletto dei decreti di esami” che includono anche ventotto elenchi alfabetici dei nomi dei candidati (1814-1867). Le filze relative agli "Affari del Collegio Medico", che comprendono i documenti di supporto utili all’espletamento di ciascuna pratica, coprono un arco temporale che va dal 1781 al 1867. Sono contrassegnate sul dorso in numeri romani da 1 a 133, ma in realtà sono 121: mancano i numeri 11, 12, 58, 59, 60, 69, 70, 82, 95, 110, 111, 115 e 116, mentre la 114 è in due volumi. Le lacune riguardano certamente gli anni 1796, 1797 e 1798; probabilmente sono lacunosi anche gli anni 1836, 1837, 1840, 1841, 1843 e dal 1846 al 1855. Le filze degli “Affari” sono state depositate presso la Biblioteca Biomedica il 27 maggio 1922. Questa documentazione ancora poco conosciuta contiene preziosissime informazioni utili alla ricostruzione della storia della medicina e della Toscana, come dimostrano gli inventari degli “Affari” redatti recentemente da alcuni laureandi in Archivistica dell’Università degli Studi di Firenze. Sia il “Registro” che il “Giornaletto” sono stati digitalizzati e sono oggi consultabili in linea sul catalogo della collezione Impronte digitali del Sistema Bibliotecario dell’Ateneo fiorentino e sulla piattaforma nazionale Internet culturale.